# Spartiniphaga panatela
Spartiniphaga panatela là một loài bướm đêm trong họ Noctuidae.